# Zwierzyniec (powiat grodziski)
Zwierzyniec – osada leśna w Polsce położona w województwie wielkopolskim, w powiecie grodziskim, w gminie Grodzisk Wielkopolski.
W latach 1975–1998 osada położona była w województwie poznańskim.